# Word of Life
Word of Life (/ˈwɜrd ʌv laɪf/), in lingua italiana La Parola della Vita, più noto come Touchdown Jesus, ossia il Gesù della meta, è un enorme murale a mosaico del 1964 installato sulla facciata della biblioteca dell'Università di Notre Dame a South Bend in Indiana.

## Storia
Nel 1958 il preside dell'università cattolica statunitense di Notre Dame, padre Theodore Hesburgh, lanciò un programma di interventi denominato Program for the Future per elevare il profilo accademico dell'istituzione nota al tempo soprattutto per i risultati delle squadre sportive. Tramite questo programma fu realizzato anche il nuovo edificio della biblioteca, intitolato dal 1987 Hesburgh Library, che fu costruito tra il 1961 e il 1963 e che è diventato poi uno dei simboli più noti del college.
Il progetto dell'edificio presentava un'ampia facciata rettangolare che si innalzava per 13 piani, ben 210 piedi (64 m), rivolta a sud verso lo stadio di football americano dell'università e completamente priva di finestre, vista l'esigenza di non far entrare la luce solare sia per proteggere i libri conservati al suo interno sia per rendere l'ambiente più adatto alla lettura con un'illuminazione d'intensità costante. Da subito ad Hesburgh venne così l'idea di decorarla con un grande murale per evitare che la facciata apparisse spoglia e opaca e che l'edificio desse l'idea più di un grande silo di grano che non di una biblioteca. Hesburgh raccontò di essere stato ispirato per questa idea dai murales a mosaico che aveva visto nel 1955 visitando la biblioteca centrale dell'Università Nazionale Autonoma del Messico a Città del Messico.

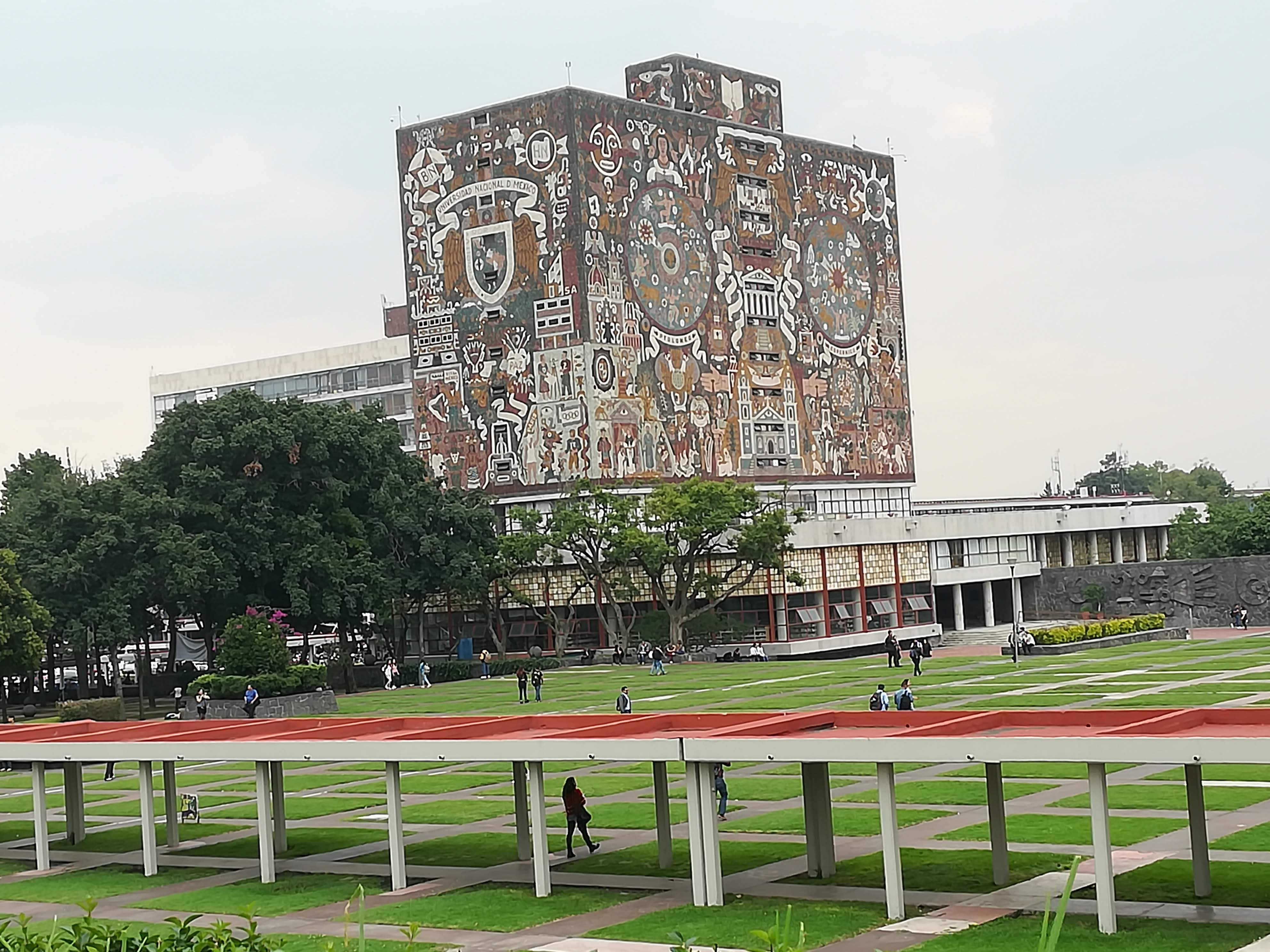
La biblioteca dell'Università Nazionale Autonoma del Messico decorata con murales che ispirò Hesburgh

Fu incaricato quindi l'artista californiano Millard Sheets, autore in quegli anni di opere pittoriche e murales su grandi superfici, per realizzare un murale a mosaico, abbastanza grande da coprire l'intera facciata e che, sempre su suggerimento di Hesburgh, avesse come tema santi e studiosi cristiani nel corso dei secoli. Il murale fu installato nella primavera del 1964, un anno dopo l'apertura della biblioteca, ed inaugurato il 7 maggio 1964.
L'opera ebbe un costo di 200.000 dollari, equivalenti a circa 1,9 milioni di dollari nel 2023, e fu donata da Howard V. Phalin, ex alunno e presidente del consiglio d'amministrazione dell'università.
L'opera, esposta al clima inclemente del nord dell'Indiana caratterizzato da neve, gelide temperature invernali, piogge torrenziali e caldo torrido estivo nonché soggetta all'umidità proveniente dal vicino laghetto, è stata realizzata per resistere a queste intemperie, con i pannelli che la compongono pensati per permetterne l'espansione e la contrazione al variare delle temperature al fine di allungarne la vita, richiedendo comunque degli interventi di manutenzione ogni 10 o 15 anni.

## Descrizione

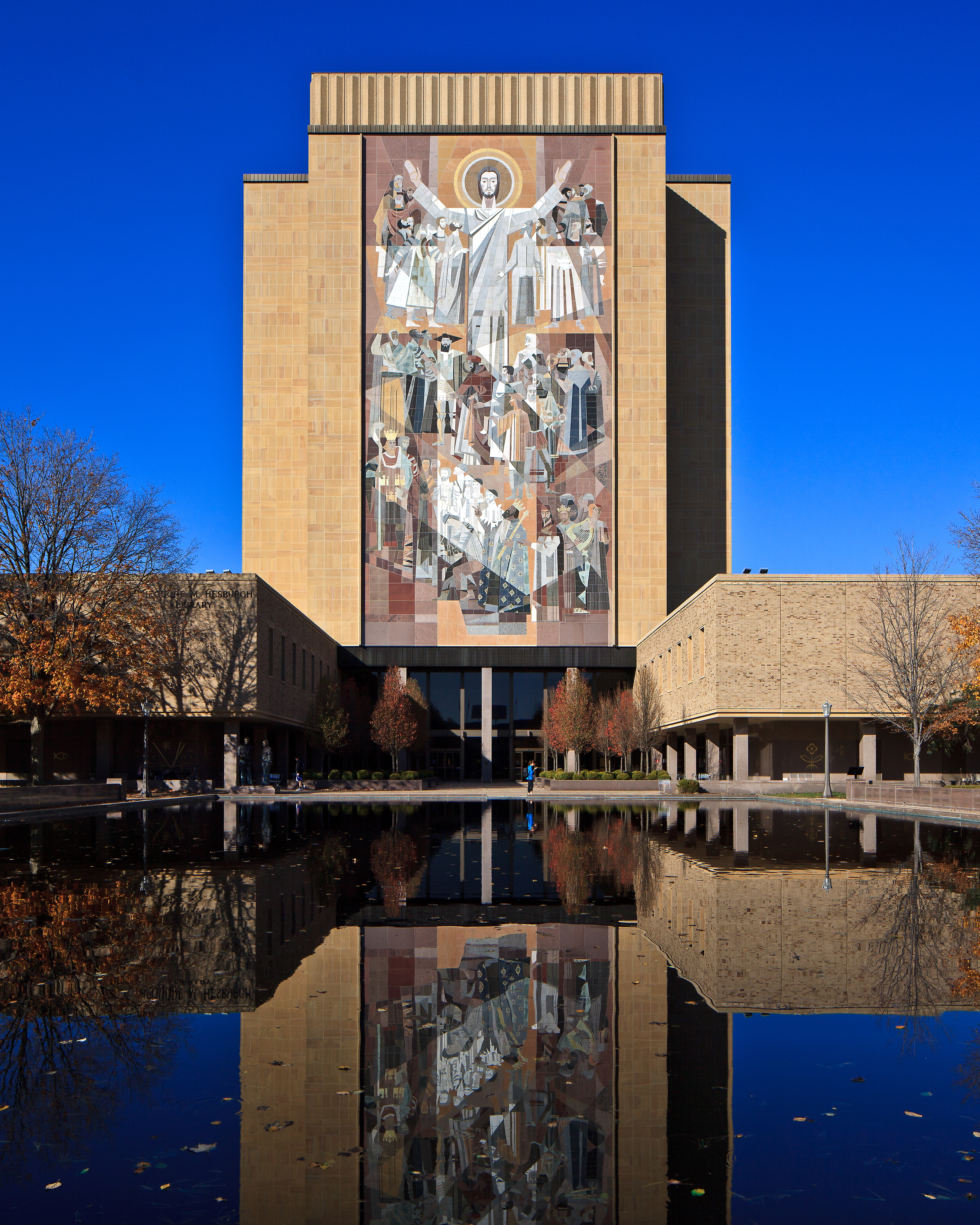
La facciata della biblioteca dell'Università di Notre Dame

Il murale, alto 134 piedi (41 m) per 68 piedi (21 m) di larghezza, copre quasi interamente la facciata della biblioteca con i suoi oltre 860 metri quadrati. È realizzato con la tecnica del mosaico e composto da circa 6.700 pezzi incastonati in 324 pannelli realizzati con 81 tipi di pietre diverse provenienti da 16 Paesi in 171 finiture che includono 46 graniti e sieniti, 10 gabbri e labradoriti, 4 gneiss metamorfici, 12 serpentiniti, 4 marmi cristallini e 5 calcari. Lo stile si rifà all'impressionismo e al cubismo.
L'opera raffigura una processione, che si snoda dal basso all'alto verso Gesù Cristo, con figure che rappresentano santi, pensatori, insegnanti e scrittori cristiani. I personaggi rappresentati sono state scelti in modo che appartenessero a vari secoli e luoghi per trasmettere il concetto di continuità storica della Chiesa cattolica. E così tra questi si trovano ad esempio gli apostoli, Sant'Agostino, Papa Gregorio Magno, San Girolamo e Tommaso d'Aquino.  Osservando la processione nel suo insieme si nota come questa presenta quasi una divisione delle diverse classi sociali, con i personaggi più vicini a Gesù che sono rappresentati come gli ultimi della società, contadini e servi, mentre i più lontani, in coda alla processione, come gli appartenenti alle classi più agiate, nobili e reali, metafora dell'amore di Gesù per tutti ma specialmente per gli umili che si affidano alla sua misericordia.
In alto, punto di arrivo della processione dei sapienti, domina la figura centrale, e di maggiori dimensioni, di Gesù risorto, concepito come il grande maestro e insegnante, fonte ultima della conoscenza contenuta nella biblioteca. Più in generale l'opera vuole metaforicamente rappresentare la filosofia dell'intera Università di Notre Dame per la quale l'ampliamento del sapere che si persegue in quel luogo, come ogni altra attività umana, deve essere portato avanti senza mai dimenticare che alla base di tutto c'è sempre l'amore verso Cristo.

## Origine del nome
Il nome ufficiale dell'opera "Word of Life" (La Parola della Vita) prende spunto dal famoso passaggio iniziale del Vangelo di Giovanni in cui Dio è descritto come parola creatrice, fonte e luce della vita:

1 Nel principio era la Parola, e la Parola era con Dio, e la Parola era Dio.
2 Essa era nel principio con Dio.
3 Ogni cosa è stata fatta per mezzo di lei e senza di lei neppure una delle cose fatte è stata fatta.
4 In lei era la vita e la vita era la luce degli uomini;
5 la luce splende nelle tenebre e le tenebre non l'hanno sopraffatta.
(Giovanni,1,1-5)

Con questo nome si vuole quindi esprimere la visione cristiana che dietro le parole riportate nei libri custoditi nell'edificio, e quindi dietro il sapere che questi contengono, c'è sempre Dio, vera e definitiva fonte della conoscenza.

## Il soprannome di Touchdown Jesus

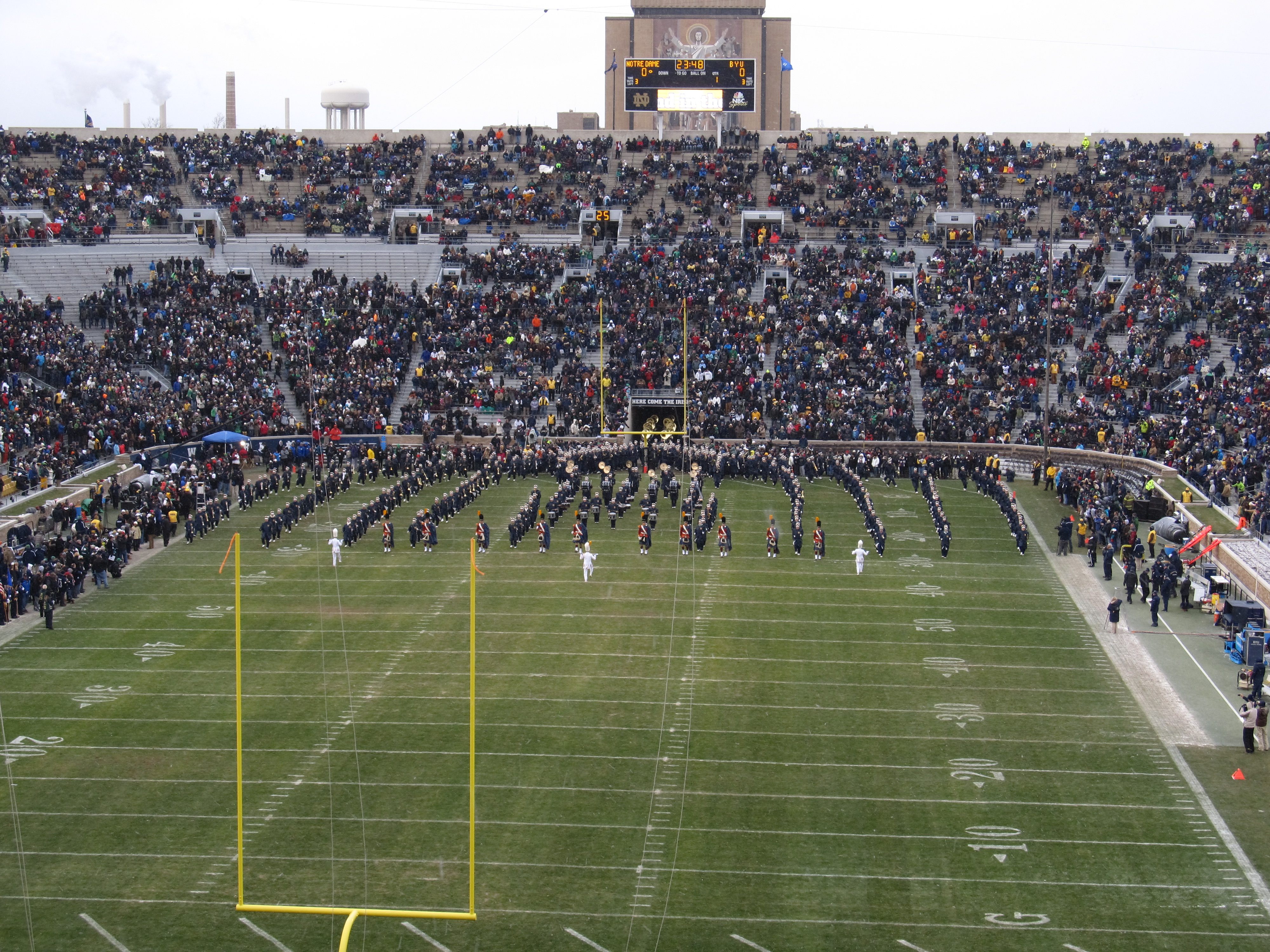
Vista del murale dall'interno dello stadio di football

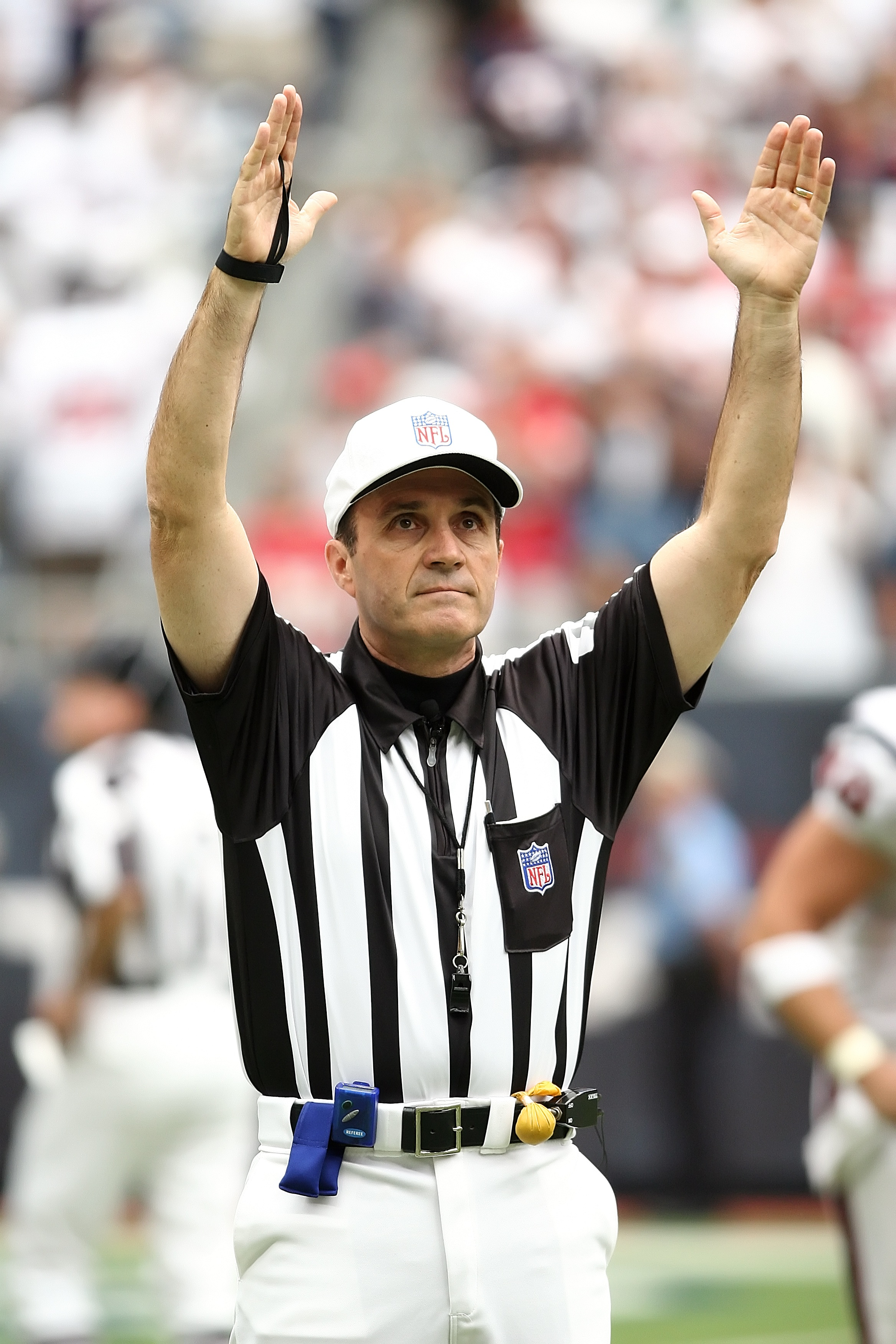
Pete Morelli, arbitro di football americano della NFL, con le due braccia alzate per segnalare un touchdown

Il murale in realtà è conosciuto principalmente non con la denominazione ufficiale ma con il suo soprannome di "Touchdown Jesus", ossia Il Gesù della meta.
Questo nomignolo fu dato poco dopo la sua inaugurazione e deriva dal fatto che l'opera è ben visibile anche dall'interno dello stadio di football americano dell'università, collocato a poca distanza dalla biblioteca e perfettamente in linea con la facciata. L'immagine di Gesù con le due braccia alzate si staglia così proprio dietro la end zone del lato nord dello stadio e la posa ricorda il gesto con cui un arbitro di football segnala un touchdown.
Così alunni e tifosi di Notre Dame già dal 1964 cominciarono ad usare tale soprannome per indicare il murale che divenne ben presto conosciuto con questo nome anche fuori dall'università, essendo spesso inquadrato durante le trasmissioni televisive delle partite dei Fighting Irish di John Huarte.
Padre Herburgh dichiarò che non c'era nessuna intenzione di far diventare il murale una metafora sportiva, ma giudicò comunque positivo il fatto che gli fosse stato affibbiato un simpatico nomignolo con una grande presa nella cultura popolare che aiutò a far conoscere quest'opera d'arte al grande pubblico.
Nel 1997 l'Università operò una ristrutturazione dello stadio per aggiungere 20.000 posti a sedere, operazione che ha reso parzialmente ostruita la visione del murale che ora è possibile solo dai punti più alti delle tribune, con grande rammarico da parte dei tifosi.

### Fede e tifo
La commistione tra la tematica religiosa e quella sportiva ha portato a rituali propiziatori e credenze tra i tifosi, come accendere delle candele prima di una partita in uno spazio al centro del college per benedire la squadra o la leggenda che vuole che il Touchdown Jesus sia intervenuto in una giornata ventosa del 1980, nella partita contro l'Università del Michigan, quando al momento di calciare il field goal da 51 yard della vittoria per Notre Dame il forte vento si è improvvisamente fermato.